# Kristian Hlynsson
Kristian Nökkvi Hlynsson (Odense, 23 gennaio 2004) è un calciatore islandese, centrocampista del Twente, della nazionale Under-21 islandese e della nazionale islandese.

## Biografia
Kristian nasce ad Odense da genitori islandesi. È il fratello minore del calciatore Ágúst Hlynsson.

## Caratteristiche tecniche
Trequartista rapido, dinamico e molto tecnico.Si rivela molto efficace nel cambio di passo e nel dribbling, abile nell'ultimo passaggio, nel mandare i compagni a rete e assai prolifico grazie a un buon tiro dalla distanza, una grande capacità negli inserimenti e ottime abilità nelle punizioni e nei rigori. Grazie alla sua duttilità può anche giocare come mezzala, ruolo che però ha dichiarato di essergli più congeniale..
Nel 2021, è stato inserito nella lista dei sessanta migliori talenti nati nel 2004, redatta dal quotidiano inglese The Guardian.

## Carriera

### Club

#### Gli inizi al Breidablik
Ha iniziato la sua carriera in Islanda, nel Breidablik, esordendo nel 2019 in Úrvalsdeild, la massima serie islandese.

#### Ajax
Nel 2020 passa a titolo definitivo all'Ajax. Il 7 dicembre 2020 esordisce nella seconda divisione olandese con la maglia dello Jong Ajax, la seconda squadra dei lancieri. Il 15 dicembre 2021 esordisce a 17 anni con la prima squadra dell'Ajax andando a segno nella vittoria 4-0 contro il Barendrecht in Coppa d'Olanda. Il 20 Gennaio 2022 sempre in Coppa va a segno nella vittoria per 9-0 contro il Excelsior Maassluis. Il 19 agosto 2023 esordisce in Eredivisie nel pareggio per 2-2 fra Ajax e Excelsior.

#### Sparta Rotterdam
Nell'ultimo giorno della finestra invernale di calciomercato 2025, cioè il 31 gennaio, l'Ajax ufficializza il passaggio di Hlynsson all'altro club olandese Sparta Rotterdam con la formula del prestito secco a breve termine. A Rotterdam il trequartista islandese colleziona un bottino di 2 reti e 3 assist in 14 apparizioni, mettendo a segno la sua prima marcatura il 3 febbraio nel trionfo per 4-0 contro il Willem II. Al termine della stagione, dopo aver contribuito al raggiungimento da parte dello Sparta di una salvezza tranquilla suggellata dalla 12° piazza finale in graduatoria, Hlynsson rincasa e torna a far parte provvisoriamente dell'organico del nuovo ciclo ajacide targato John Heitinga.

#### Twente
A seguito di un mese di giugno trascorso da separato in casa e nonostante un contratto ancora in essere (con scadenza fissata nel 2026), l'8 luglio 2025 l'Ajax comunica la cessione di Hlynsson a titolo definitivo al Twente per una cifra non rivelata ma approssimativamente vicina, secondo le indiscrezioni, ai 2 milioni di euro. Nell'affare è stata inserita anche una percentuale sulla futura rivendita in favore dell'Ajax.

### Nazionale
Ha sempre fatto parte delle selezioni giovanili islandesi dall'età di 15 anni. Dopo aver contribuito alla qualificazione all'Europeo Under-19 del 2023 non ha potuto partecipare non avendo ricevuto il permesso da parte dell'Ajax di partecipare.

## Statistiche

### Presenze e reti nei club
Statistiche aggiornate al 9 dicembre 2023.
| Stagione         | Squadra          | Campionato       | Campionato | Campionato | Coppe nazionali | Coppe nazionali | Coppe nazionali | Coppe continentali | Coppe continentali | Coppe continentali | Altre coppe | Altre coppe | Altre coppe | Totale | Totale |
| Stagione         | Squadra          | Comp             | Pres       | Reti       | Comp            | Pres            | Reti            | Comp               | Pres               | Reti               | Comp        | Pres        | Reti        | Pres   | Reti   |
| ---------------- | ---------------- | ---------------- | ---------- | ---------- | --------------- | --------------- | --------------- | ------------------ | ------------------ | ------------------ | ----------- | ----------- | ----------- | ------ | ------ |
| 2019             | Breiðablik       | U                | 1          | 0          | CI+CdL          | 0+0             | 0+0             | UEL                | 0                  | 0                  | -           | -           | -           | 1      | 0      |
| 2020-2021        | Jong Ajax        | EE               | 6          | 0          | -               | -               | -               | -                  | -                  | -                  | -           | -           | -           | 6      | 0      |
| 2021-2022        | Jong Ajax        | EE               | 30         | 2          | -               | -               | -               | -                  | -                  | -                  | -           | -           | -           | 30     | 2      |
| 2022-2023        | Jong Ajax        | EE               | 37         | 10         | -               | -               | -               | -                  | -                  | -                  | -           | -           | -           | 37     | 10     |
| 2023-2024        | Jong Ajax        | EE               | 7          | 3          | -               | -               | -               | -                  | -                  | -                  | -           | -           | -           | 7      | 3      |
| Totale Jong Ajax | Totale Jong Ajax | Totale Jong Ajax | 80         | 15         |                 | -               | -               |                    | -                  | -                  |             | -           | -           | 80     | 15     |
| 2021-2022        | Ajax             | ED               | 0          | 0          | CO              | 2               | 2               | UCL                | 0                  | 0                  | -           | -           | -           | 2      | 2      |
| 2022-2023        | Ajax             | ED               | 0          | 0          | CO              | 0               | 0               | UCL+UEL            | 0+0                | 0+0                | SPB         | 0           | 0           | 0      | 0      |
| 2023-2024        | Ajax             | ED               | 25         | 7          | CO              | 1               | 0               | UEL+UECL           | 4+4                | 0                  | -           | -           | -           | 34     | 7      |
| 2024-2025        | Ajax             | ED               | 1          | 1          | CO              | 0               | 0               | UEL                | 1                  | 0                  | -           | -           | -           | 2      | 1      |
| Totale Ajax      | Totale Ajax      | Totale Ajax      | 26         | 8          |                 | 3               | 2               |                    | 9                  | 0                  |             | -           | -           | 38     | 10     |
| Totale carriera  | Totale carriera  | Totale carriera  | 107        | 23         |                 | 3               | 2               |                    | 9                  | 0                  |             | -           | -           | 119    | 25     |

### Cronologia presenze e reti in nazionale
| Cronologia completa delle presenze e delle reti in nazionale ― Islanda | Cronologia completa delle presenze e delle reti in nazionale ― Islanda | Cronologia completa delle presenze e delle reti in nazionale ― Islanda | Cronologia completa delle presenze e delle reti in nazionale ― Islanda | Cronologia completa delle presenze e delle reti in nazionale ― Islanda | Cronologia completa delle presenze e delle reti in nazionale ― Islanda | Cronologia completa delle presenze e delle reti in nazionale ― Islanda | Cronologia completa delle presenze e delle reti in nazionale ― Islanda |
| Data                                                                   | Città                                                                  | In casa                                                                | Risultato                                                              | Ospiti                                                                 | Competizione                                                           | Reti                                                                   | Note                                                                   |
| ---------------------------------------------------------------------- | ---------------------------------------------------------------------- | ---------------------------------------------------------------------- | ---------------------------------------------------------------------- | ---------------------------------------------------------------------- | ---------------------------------------------------------------------- | ---------------------------------------------------------------------- | ---------------------------------------------------------------------- |
| 16-11-2023                                                             | Bratislava                                                             | Slovacchia                                                             | 4 – 2                                                                  | Islanda                                                                | Qual. Euro 2024                                                        | -                                                                      | 46’                                                                    |
| 10-6-2024                                                              | Rotterdam                                                              | Paesi Bassi                                                            | 4 – 0                                                                  | Islanda                                                                | Amichevole                                                             | -                                                                      | 84’                                                                    |
| 23-3-2025                                                              | Murcia                                                                 | Islanda                                                                | 1 – 3                                                                  | Kosovo                                                                 | UEFA Nations League 2024-2025 - Play-off                               | -                                                                      | 65’                                                                    |
| 10-6-2025                                                              | Belfast                                                                | Irlanda del Nord                                                       | 1 – 0                                                                  | Islanda                                                                | Amichevole                                                             | -                                                                      | 62’                                                                    |
| Totale                                                                 |                                                                        | Presenze                                                               | 4                                                                      |                                                                        | Reti                                                                   | 0                                                                      |                                                                        |